# مورين ليبمان
السيدة مورين ديان ليبمان (من مواليد 10 مايو 1946) هي ممثلة وكوميدية وكاتبة عمود إنجليزية، تدربت في أكاديمية لندن للموسيقى والفنون المسرحية وتضمن عملها المسرحي ظهورًا مع المسرح الوطني وشركة شكسبير الملكية. حصلت على لقب سيدة في حفل تكريم عيد ميلاد الملكة لعام 2020 لخدماتها الخيرية والترفيهية والفنون.

## نشأتها
ولدت مورين ليبمان في 10 مايو 1946 في هال، يوركشاير، إنجلترا. وهي ابنة موريس يوليوس ليبمان وزيلما بيرلمان. كان والدها خياطا. نشأت ليبمان تنشأة يهودية ووجد في هال بعد الحرب مكانًا ترحيبيًا للجالية اليهودية. عاشت في نورثفيلد رود، هال، ارتادت مدرسة ويلر الابتدائية. ضغطت عليها والدتها زيلما التي اعتادت أن تأخذها إلى التمثيل الإيمائي وتدفعها إلى المسرح. درست في أكاديمية لندن للموسيقى والفنون المسرحية.

## قصايا سياسية ومجتمعية
في مقابلة أجريت في يناير 2015 على راديو إل بي سي، ذكرت مورين ليبمان إنها تفكر في الهجرة إلى الولايات المتحدة أو إسرائيل ردًا على زيادة معاداة السامية في المملكة المتحدة. في نوفمبر 2023 انضمت إلى مسيرة ضد معاداة السامية في لندن، إلى جانب شخصيات بارزة من الحركات اليمينية المتطرفة والفاشية في بريطانيا.
قالت السيدة مورين ليبمان إن الفنانين يجب أن يشعروا "بالخجل" لمناصرتهم للفلسطينيين في أعقاب هجوم حماس على إسرائيل. وصفت مورين احتجاجات الممثلين ضد إسرائيل أنها "قريبة من الفاشية" بعد أن وقع أكثر من 2000 فنان على رسالة مفتوحة تدين حرب الجيش الإسرائيلي في غزة.
ليست مجرد ممثلة تصادف أنها يهودية، بل هي مدافعة عن الصهيونية حيث عبرت مورين ليبمان خلال مقابلة مع جماعة إنجيلية في السفارة الإسرائيلية، تندد فيها بحق العودة للفلسطينيين المهجرين، متسائلة لم يكن لأحد في التاريخ الحق في العودة، في تجرد من الواقع متجهلة أن الأيديولوجية الصهيونية ادعت ذلك. كحركة قومية ثقافية لليهود، ركزت على تمكين اليهود من الالتزام بثقافتهم والحفاظ عليها، وتحقيق هذه الأهداف في أرض فلسطين، أي إقامة دولة قومية يهودية. وبناءً على ذلك فالصهيونية مسؤولة عن خلق الشتات الفلسطيني، وليس فقط عن المنفى والمصاعب التي يعيشها الفلسطينيون الذين طردوا قسراً خلال حرب الاستقلال الإسرائيلية 1948.